# Nuevo Parangaricutiro
Nuevo Parangaricutiro è una municipalità dello stato di Michoacán, nel Messico centrale, il cui capoluogo è la località di Nuevo San Juan Parangaricutiro.
La municipalità conta 18 834 abitanti (2010) e ha un'estensione di 234,84 km².
Alla parola Parangaricutiro sono stati dati significati diversi. Per alcuni autori significa il piccolo, forse perché all'inizio era una città molto piccola; altri attribuiscono il significato di tavolo, che deriva dalla parola parangari in lingua tarasca, poiché la città fu costruita su un altopiano.